# 岡本三夫

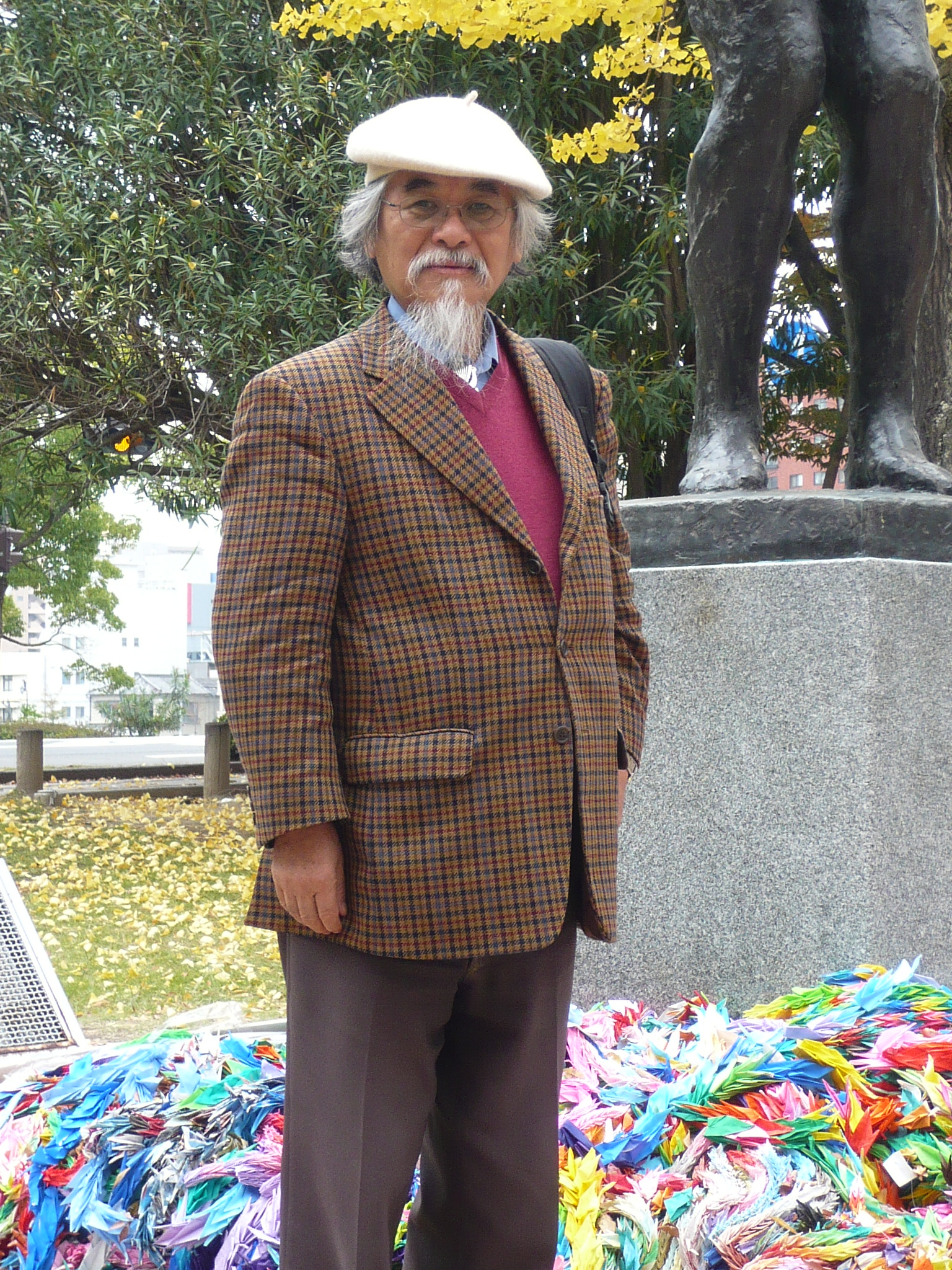
2008年、広島修道大学構内にて

岡本 三夫（おかもと みつお、1933年6月7日 - 2019年7月20日）は、日本の政治学者。広島修道大学名誉教授。専門は、平和学。元日本平和学会会長、日本学術会議平和問題研究連絡委員長（第19期）。NPO法人ピースデポ助言者。

## 生涯
栃木県生まれ。神奈川県立横須賀高等学校、日本クリスチャン・カレッヂ（現・東京基督教大学）卒業。ウェストミンスター神学校卒業（神学修士）、ハイデルベルク大学神学部・哲学部博士候補生中退。博士（文学）（京都大学）の学位を取得。
四国学院大学教授、広島修道大学法学部教授を経て、同大学名誉教授。2004年の参院選において、社会民主党・新社会党の推薦を受け広島県選挙区から無所属で立候補するが、10万8,288票を得票するに止まり次点で終わる。
2019年7月20日、誤嚥性肺炎のため死去。86歳没。

## 著作

### 単著
- 「「社会主義」考――最終回シンポジウムでの質問に触発されて (激変する世界と日本(広島修道大学公開講座1990))」『修道法学』第13巻第2号、広島修道大学法学会、1991年3月13日、355-364頁、ISSN 0386-6467、NAID 40004192299。
- 「Global Peace Education Today」『修道法学』第14巻第2号、広島修道大学法学会、1992年3月、440-429頁、ISSN 0386-6467、NAID 40004192317。
- 『平和学を創る――構想・歴史・課題』9号、広島平和文化センター、1993年。ISBN 4938239124。 NCID BN09387368。
- 「Peace Studies in the Nuclear Age」『広島修道大学研究叢書』第96号、Institute for Advanced Studies, Hiroshima Shudo University、1996年、NCID BA28121708。
- 「平和と人権 : 解放論としての平和学」『修道法学』第20巻第2号、広島修道大学、1998年3月、29-79頁、ISSN 0386-6467、NAID 110004532417、2018年4月14日閲覧。
- 「平和学の検証 : <平和学は学問か>」『経済科学研究』第2巻第1号、広島修道大学、1998年9月、61-90頁、ISSN 1343-8840、NAID 110004519827、2018年4月14日閲覧。
- 『平和学――その軌跡と展開』 15巻、法律文化社、1999年。ISBN 4589021811。 NCID BA44544994。
- 『平和学 : その軌跡と展開』京都大学、博士論文 (文学博士)、乙第10490号、2000年9月25日。論文博第396号。NAID 500000195790。
- 「平和学 - 過去・現在・未来 : 私の自伝的「平和学」論」『修道法学』第27巻第2号、広島修道大学、2005年2月、384-303頁、ISSN 0386-6467、NAID 110006273736、2018年4月14日閲覧。
- 『平和学は訴える――平和を望むなら平和に備えよ』法律文化社、2005年。ISBN 4589028409。 NCID BA71849189。

### 共編著
- Cunningham, Frank、岡本珠代「持続可能な発展と社会主義の理念」『修道法学』第14巻第1号、広島修道大学法学会、1992年1月、127-146頁、ISSN 0386-6467、NAID 40004192315。
- 金城重明、松井義子、日本友和会「平和講演集 : 戦後50年記念」、日本友和会、1995年、NCID BA59335251。
- 横山正樹、河辺一郎『平和学の現在』法律文化社、1999年。ISBN 4589021528。 NCID BA41711921。
- 藤原修『いま平和とは何か――平和学の理論と実践』 1巻、法律文化社、2004年。ISBN 4589027607。 NCID BA67639080。
- 吉田康彦、鯵坂真、加藤朗、栗本英世、米田伸次『21世紀の平和学 : 人文・社会・自然科学・文学からのアプローチ』澤野義一; 池上清子; 柳本祐加子; 山田満; 森戸幸次; 田崎昇; 洪邦夫; 金成秀、明石書店、2004年。ISBN 4750318833。 NCID BA66776246。
- 横山正樹、佐々木寛、君島東彦、戸田三三冬、Alexander, Ronni、石原昌家、勝俣誠『平和学のアジェンダ』法律文化社、2005年。ISBN 4589028379。 NCID BA72005433。
- 横山正樹、石原昌家、中原聖乃、小山英之、河辺一郎、塩尻和子、古沢希代子『新・平和学の現在』法律文化社、2009年。ISBN 9784589031815。 NCID BA91481812。

### 訳書
- Picht, Georg (de)『歴史の経験――現代科学の構造と責任』未来社、1978年。 NCID BN01612686。
- ポール・ロジャーズ（英語版）『暴走するアメリカの世紀――平和学は提言する』法律文化社、2003年。ISBN 4589026791。 NCID BA63353687。OCLC 676574175。